# Ping Pong (film 2002)
Ping Pong (ピンポン?, Pin Pon) è un film del 2002 diretto da Fumihiko Sori.
È basato sul manga omonimo di Taiyō Matsumoto, prodotto tra il 1996 e il 1997, e parla della storia di due amici giocatori di tennistavolo presso una scuola superiore giapponese.
I personaggi principali del film sono questi due amici, i rispettivi mentori e altri tre giocatori incontrati nei tornei scolastici di tennistavolo. L'opera esplora le differenti motivazioni e approcci filosofici che essi hanno nei confronti di questo sport.
Ping Pong ricevette otto nomination ai Japan Academy Awards del 2003. Shidō Nakamura vinse il premio di "Rookie Of Year" ("debutto dell'anno") per la sua interpretazione di Dragon.

## Colonna sonora
1. Yumegiwa Last Boy – 4:11 – Supercar
2. Spring Sponsor – 4:55 – Subtle
3. Strobolights – 3:27 – Supercar
4. La Peggi (Ping Pong Original Short Size) – 4:58 – Takkyū Ishino
5. E.D.E.N. (Ping Pong Original Short Size) – 5:23 – Dub Squad
6. Rise (Ping Pong Original Short Size) – 6:37 – Sugar Plant
7. Breakdown – 2:21 – [Ma-O]
8. Before (Ping Pong Original Short Size) – 6:02 – Group
9. Canned Beat – 3:01 – World Famous
10. No Sun (Ping Pong Original Short Size) – 4:28 – Yoshinori Sunahara
11. Scatterin' Monkey – 5:26 – Boom Boom Satellites
12. Cicabow (Ping Pong Original Short Size) – 4:52 – Cicada
13. The Good Timing of World of Love Song – 2:21 – Yoshinori Sunahara
14. Angelic Butterfly – 1:51 – [Ma-O]
15. Free Your Soul – 4:19 – Supercar